# August Sander
Pour les articles homonymes, voir Sander.
August Sander, né le 17 novembre 1876 à Herdorf (province de Rhénanie) et mort le 20 avril 1964 à Cologne, est un photographe allemand.
Portraitiste scrupuleux de la république de Weimar, Sander réunit photographie documentaire et pratique artistique, une démarche exemplaire aujourd'hui.
Sa démarche de photographe professionnel qui s'engagea dans une pratique artistique est une référence essentielle pour les artistes photographes des années 1970 et 1980.
Les études sur la réception de son œuvre, inachevée à sa mort, puis reconstituée avec toutes les difficultés que cela comporte, ne font que commencer. Elles s'avèrent essentielles au moment où les pratiques documentaires se multiplient dans et hors le champ artistique, remettant celui-ci en question.
Sander qualifiait la photographie par trois mots : « Voir, observer, penser. »

## Biographie
August Sander, fils de mineur, travaille, dès la fin de l'école obligatoire, comme garçon de terril dans les installations minières des environs de son lieu de naissance, Herdorf. Il est pour la première fois en contact avec la photographie en assistant un photographe qui travaille pour la société d'exploitation minière. Avec l'aide financière d'un oncle, il peut s'acheter un équipement photo et s'installer un laboratoire.
Une autre étape sur la voie de la professionnalisation est le service militaire (1897-1899), à Trèves, où, en tant qu'assistant d'un photographe, il acquiert d'autres expériences. Avec les recommandations de celui-ci, il voyage pendant deux ans ; cela le conduit, entre autres, à Berlin, Magdebourg, Halle, Leipzig et Dresde (à Dresde, il suit brièvement un enseignement artistique).
En 1901, il devient employé d'un studio de photo à Linz (Autriche) sur le Danube ; l’année suivante, il en devient copropriétaire et, en 1904, entièrement propriétaire.

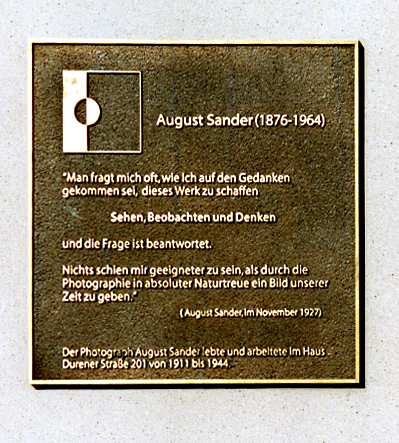
Plaque mémorielle sur sa résidence à Cologne.

En 1902, il se marie ; avec sa femme, il a quatre enfants.
En 1910, il quitte son affaire de Linz et s'établit à Cologne, où il fonde un nouveau studio. Au cours de la Première Guerre mondiale, il sert dans la Landsturm (formation militaire constituée de réservistes).
Au commencement des années 1920, Sander est en contact avec les artistes progressistes de Cologne (de) et trouve dans ce cercle une forte résonance, entre autres, dans un échange étroit avec les artistes Franz Wilhelm Seiwert et Heinrich Hoerle mais aussi avec Gerd Arntz, Gottfried Brockmann (de), Otto Freundlich, Raoul Hausmann et Stanislaw Kubicki (de) (Berlin), Hans Schmitz-Wiedenbrück (de), Augustin Tschinkel (Prague/Cologne) et Peter Alma (en) (Amsterdam). Il est proche également des peintres Jankel Adler, Otto Dix, Heinrich Pilger (de) et Anton Räderscheidt. Il se trouve en contact avec des musiciens, des écrivains, des architectes et des acteurs dont beaucoup lui font réaliser leur portrait, et se trouvent dans son grand recueil Menschen des 20. Jahrhunderts (Les Hommes du XXe siècle).
En 1927, Sander entreprend un voyage d'environ trois mois en Sardaigne, avec l'auteur Ludwig Mathar ; il fait environ 500 photos. La publication d'un livre sur ce voyage échoue.
En 1929, il publie un premier livre, Antlitz der Zeit (Le Visage de ce temps), un choix de 60 portraits de Menschen des 20. Jahrhunderts (Les Hommes du XXe siècle).
Le nazisme affecte fortement son travail et sa vie personnelle. Son fils Erich, membre du Sozialistischen Arbeiterpartei Deutschlands (Parti socialiste ouvrier d'Allemagne), est arrêté en 1934 et condamné à la prison ; il y meurt en 1943 ou 1944, peu avant la fin de sa peine, d'une appendicite non soignée.
En 1936, son livre Antlitz der Zeit est saisi et les exemplaires imprimés détruits.

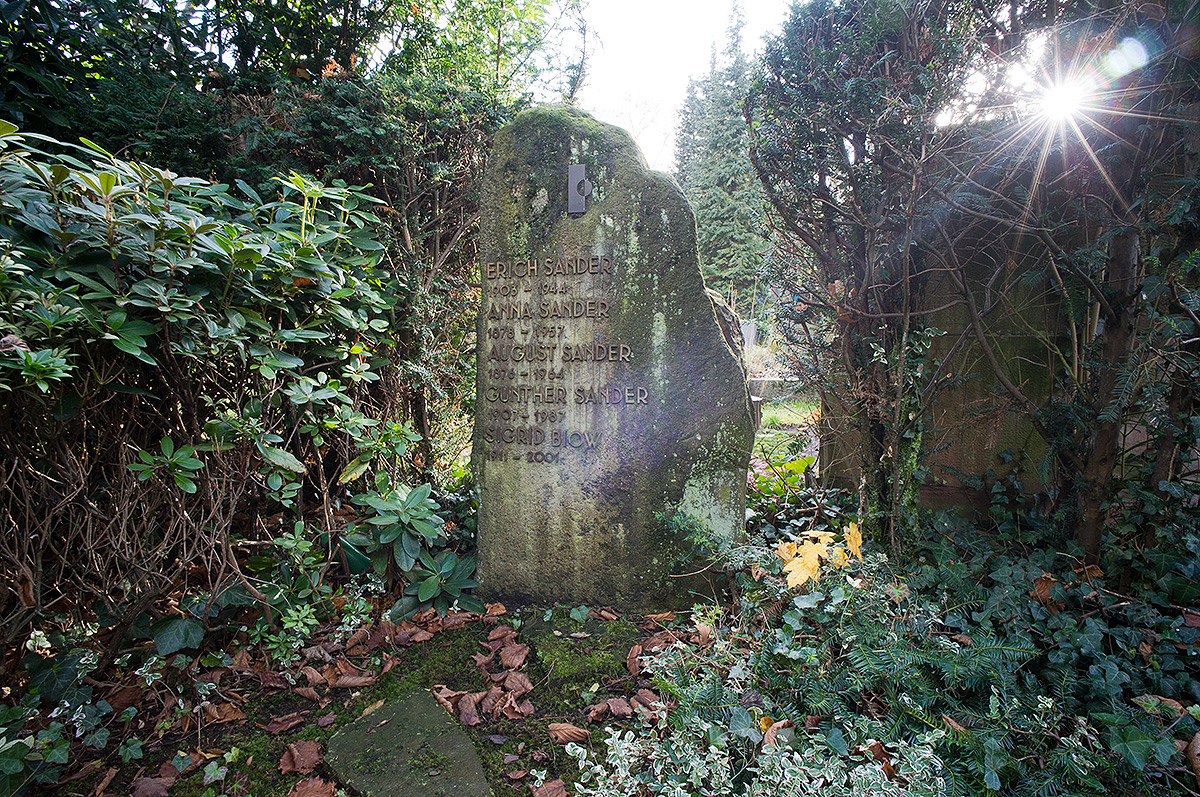
Tombe d'August Sander à Cologne.

Pendant la guerre, il déplace son Lebensmittelpunkt (lieu officiel d'habitation pour le rationnement alimentaire) à Kuchhausen dans le Westerwald, où il peut mettre en sécurité la plupart de ses négatifs et de ses photographies avant les bombardements. Son studio est détruit en 1944 par une attaque aérienne.
En 1946, il commence une vaste série de photographies sur les destructions de la guerre à Cologne.
Sander meurt en 1964. Sa tombe se trouve au Melaten-Friedhof, principal cimetière de Cologne.

## Son œuvre
Cette œuvre inachevée et immense a fait l'objet de plusieurs reconstitutions fondées sur des tirages rescapés et sur de très nombreux négatifs. La première fut publiée sous la direction de son fils en 1980 (431 portraits) avec la participation de l'historien Ulrich Keller. La seconde établie en 2002 par Suzanne Lange, conservatrice des archives du photographe à Cologne, a élargi le nombre des photographies selon une méthode argumentée.
Si l'on n'étudie que Hommes du XXe siècle c'est déjà 500 à 600 clichés, conçus comme une mosaïque du « Visage d'une époque», répartis en 7 sections subdivisées en cartons, ses portfolios. Suzanne Lange présente cette œuvre ainsi : « Partant de ce qu’il appelle «le portfolio archétypal » (Antlitz der Zeit, Visage d'une époque, 60 photos exposées en 1927, publié en 1928)(fac simile )…, le photographe a défini les groupes suivants : « Le paysan », « L’artisan », « La femme », « Les catégories socioprofessionnelles », « Les artistes », « La grande ville », ainsi qu’un septième groupe intitulé « Les derniers des hommes », ayant pour thème la vieillesse, la maladie et la mort. » 
Œuvre d’une vie, conçue vers 1925, son travail était encore en cours en 1964 et comprenait des clichés allant de 1892 à 1954. Mais il semble difficile de distinguer parmi les photographies réalisées dans le cadre de son activité professionnelle celles qu'il a considérées comme relevant de sa démarche artistique (entre 500 et 600). Œuvre largement posthume puisque publiée en 2002 sous une forme qui tienne compte de l’énorme quantité de photographies accumulées. Décédé en 1964 « ce n’est qu’au début des années 1970 que Sander réussit à acquérir une certaine notoriété par la publication, aux éditions Bucher, d’une vaste série de portraits intitulée Menschen ohne Maske (Hommes sans masque) ».

### Le contexte

#### La crise
L’œuvre n’est pas issue de la crise (le Jeudi Noir de 1929), mais la précède et la reflète ensuite. Sous une apparente neutralité, elle porte la marque d’un climat d’affrontement Gauche / Droite en Allemagne qui se repère aussi dans le champ artistique de son époque : ainsi l’exposition Neue Sachlichkeit, Nouvelle Objectivité, pensée comme « un catalogue qui va de la Droite à la Gauche » par son organisateur le directeur de musée G.F. Hartlaub en 1925. C’est en effet en 1925 que Sander est convaincu par des peintres engagés à l’Extrême Gauche, de donner une forme artistique à son projet de documentation socio-historique. Suivant une démarche similaire, ceux-ci et en particulier Franz Wilhelm Seiwert, réalisent déjà des cartons de gravures sous forme de séries. En 1936 les planches d’Antlitz der Zeit furent détruites par l’administration nazie. En 1944 son fils aîné, membre du Parti ouvrier socialiste, mourait en prison.

#### Les hommes
Sander est d’abord photographe portraitiste professionnel, mais réalisera avec son atelier des commandes de publicité et des photographies d’architecture. Ce moyen de subsistance lui donne l’occasion de constituer un fond de « modèles » d’atelier. Il y puisera pour réaliser certaines des photos de son grand œuvre pour laquelle il revendiquera fermement ses ambitions artistiques. La distinction entre ces deux aspects de ses photographies devrait mieux être soulignée et analysée.

### Le style

#### Nouvelle Objectivité
Son appartenance à la Neue Sachlichkeit a été remise en question par une analyse de son style, le style documentaire dont il est l’un des représentants les plus significatifs.
La Neue Sachlichkeit fut d’abord une exposition de peintres et n’a jamais formé un groupe ni même un mouvement. Selon Günter Metken, il est tout à fait abusif de fondre systématiquement August Sander parmi ces peintres comme on le fait habituellement. Même si le photographe partageait avec eux le rejet des expérimentations radicales des modernistes, de l'expressionnisme allemand, des cubistes… qui avaient eu leur suite dans la photographie de la Nouvelle Vision, son indépendance par rapport à la Nouvelle Objectivité a été mésestimée. Jusqu’au début des années 1930 il a entretenu une correspondance suivie avec Raoul Hausmann, l’ex-Dada, depuis 1923, au moment où celui-ci s’intéressait à la photo documentaire, et ils pensaient leurs photographies d’alors comme une « photo exacte ». Sander est incontestablement associé à ces très nombreux courants réalistes des années 1919-1939 qu’évoquait en partie l’exposition de 1980-81.
Pour l'historien d'art Olivier Lugon, La Nouvelle Objectivité en photographie semble bien plus correspondre au style de Renger-Patzsch (et de ses nombreux suiveurs). Le livre de Renger-Patzsch Die Welt ist schön (en), Le monde est beau, paru en 1928 est un catalogue de vues du monde naturel et du monde de la production industrielle. Les vues sous des angles multiples, des éclairages intenses en gros plan et sans profondeur permettent de composer l’image, avec une précision égale en tout point de l’image, et de révéler ainsi l’étrangeté de ces formes familières dans leur « pure présence muette ». Mais les pratiques de Sander sont à l’opposé : ce sont des vues qui préservent en général l’intégralité du sujet (donc pas de cadrage sécant pour composer l’image), la lumière est douce, le point de vue en général frontal, avec un cadrage simple et large, pour ses portraits (presque toujours statiques) mais aussi pour ses photos de monuments (Le pont transbordeur de Marseille, 1925-30). Dans les portraits il jouait d’ailleurs de la profondeur de champ qui détaille par exemple les matières des vêtements, des mains et des accessoires du premier plan mais ne révèle pas les détails physiologiques du visage situés au-delà. Enfin à la différence des peintres de portraits de la Neue Sachlichkeit, Christian Schad, George Grosz… Selon le sociologue Sylvain Maresca, Sander « substitue aux noms de ses sujets un subtil jeu de signes d’identité sociale qui varient selon les positions occupées et le degré de considération des personnages », et cela relève de son style documentaire.

#### Le style documentaire
Le style employé par Sander ne relèverait donc pas de la Nouvelle Objectivité, mais du style documentaire, dont il serait l’un des premiers représentants. La définition de ce style est tout l’enjeu des recherches actuelles sur la photographie documentaire. Pour Olivier Lugon,  ce style, en visant le « langage de la réalité », se proposerait de redonner de la lisibilité au monde. Et en particulier à cette société bouleversée dans sa hiérarchie par les révoltes consécutives à la guerre de 14  puis par la crise de 29. Il s’écarterait ainsi de ce monde inintelligible et terrible dépeint par la Neue Sachlichkeit. Par sa méthode scrupuleuse qui donne aux hommes dont il réalise les portraits une part active et par le montage subtil de ses séries il ferait partie de la photographie sociale la plus créative.

##### La participation du sujet
Ainsi s’expliquerait la règle pour Sander de la participation active de l’individu à son portrait. Au moment où Sander mettait son projet en œuvre, en 1925, la photographie primitive de David Octavius Hill qui avait le premier, vers 1850, conçu ses portraits en faisant participer ses modèles était redécouverte et on peut penser que cette œuvre eut un impact certain sur Sander. Le rapprochement fut fait dès 1929 . Cet engouement pour la photographie primitive après les années de jeunesse d’un Sander pictorialiste expliquerait son usage constant d’un matériel désuet à son époque ; le Leica fut commercialisé en 1925, mais il ne l’a jamais utilisé. Il a toujours préféré le travail à la chambre « munie d’objectifs contraignant à un long temps d‘exposition, de 2 à 4 secondes » , qui proscrit toute recherche de spontanéité. Les portraits de Sander sont donc posés et même soigneusement composés sans jouer avec le cadrage. Ils ont ainsi souvent une profondeur de champ très courte qui isole la figure de son environnement et focalise sur le premier plan. Les épreuves obtenues par contact sur papier brillant au bromure d’argent et au format des plaques de verre ont une précision extrême mais les arrière-plans sont flous pour la raison que nous venons d’évoquer. Par ailleurs il se déplaçait souvent chez son modèle ou sur le lieu de travail de celui-ci pour réaliser ses prises de vues afin de le faire participer à son « autoportrait assisté », projection de soi qui était chère au modèle et que Sander voulait fixer. La célèbre photographie de 1926, du peintre Anton Räderscheidt nous montre ainsi l'artiste dans une rue déserte, « metafisica » comme sa peinture . Un personnage que l’on retrouve avec la même raideur mécanique dans les tableaux où celui-ci se met lui-même en scène : Autoportrait de 1928. Une autre photographie de 1926 montre de manière atypique une femme à la forte personnalité qui se manifeste, intentionnellement, dans son portrait, en pantalons : la femme du peintre Peter Abelen qui semble se déplacer vers nous en allumant une cigarette. Elle aura probablement choisi ces attributs comme autant de symboles d’une femme moderne. Cette démarche qui caractérise les portraits de Sander explique donc la diversité des poses, des lieux et même des angles de vue, vues qui ne sont pas toutes frontales et statiques. Le portrait d’Otto Dix de 1924 , est cadré en buste, de profil avec une expression tendue, un regard dur fixé sur l’horizon : une pose à l’évidence « jouée » par son personnage, la mise au point étant faite sur la toile rude et sobre de sa veste, le tout sur le fond d’un simple rideau blanc qui détache ce portrait avec la clarté d’une silhouette. Cette solution compositionnelle classique est reprise par Sander dans le portrait d’Otto Dix et sa femme, suivant un prototype hérité de la Renaissance. Peut-on pour autant penser que des solutions plus conventionnelles (portraits de paysans, …) correspondent de la même façon à une participation de personnalités plus conventionnelles qui reprendraient, en les métissant, des modèles classiques ?
Une étude des photographies, de ce point de vue, devrait questionner la valeur signifiante de ces choix. L'isolement ou le groupe, les positions relatives, les lieux et les attributs, les accessoires, la lumière, le point de vue, le cadrage et la profondeur de champ, les spécificités physiologiques, poses, attitudes et mimiques héritées ou acquises. Enfin s'il y a relation avec une image archétypale dans la composition, quelle représentation sociale a été construite ?

##### Comparaison avec Walker Evans
Olivier Lugon fait le rapprochement avec l’architecture vernaculaire qui sert parfois de cadre aux documents-portraits pris par Walker Evans dans les années 1930. Leurs photographies portent la trace de la créativité des individus et dans cette démarche « le modèle gagne en dignité quand il lui est permis de se défendre contre l’objectif » (cité par Olivier Lugon à propos des photos d’Evans dans Let Us Now Praise Famous Men, publié en 1936). Pour l’artiste documentaire les formes produites par l’homme, et son image en particulier, ont du sens en elles-mêmes. Et les photographies documentaires portent la trace de cette créativité mineure, où l’art savant resurgit sous une forme plus ou moins métissée.

##### Le montage
Enfin et surtout, la part artistique que Sander revendique le plus dans son œuvre consiste dans l’arrangement des photographies entre elles. Un art qui serait selon lui « comme la mosaïque ». C’est donc dans ce montage, dans ces juxtapositions frictionnelles comme dans les variations signifiantes au sein d’une même série (la question de la datation, voulue ou non, des photographies classées, reste problématique) que se situe la part la plus artistique de son œuvre. Dans Antlitz der Zeit le portrait de Raoul Hausmann en danseur y est situé entre une artiste de cirque et un marin au chômage, avec chaque fois une pose très singulière. On peut aussi constater ce procédé de juxtapositions signifiantes dans la version posthume  du tome V, « Les artistes » de Hommes du XXe siècle : la dureté du portrait de Dix entretient un contraste saisissant avec l’image affaissée, introspective, du jeune Willi Bongard... De là se constituerait peut-être l’ébauche, avec cette coupe dans la société, d’une typologie humaine, indépendante du métier ou de la catégorie sociale, mais lisible, au sein d’une série et par contrastes, dans l’image de lui-même que chaque individu construit.

## Réception

### Dès 1929, Allemagne
Dans la préface à Antlitz der Zeit, Alfred Döblin considère que Sander « veut faire une sorte d’anatomie des temps modernes » (cité par Günther Metken). Dans une vision similaire, les 60 visages du livre sont, selon Walter Benjamin, « matière inépuisable d’observation » (Petite histoire de la photographie, 1931). Le terme utilisé par Benjamin « Übungsatlas », un « atlas d’exercices », pour évoquer Hommes du XXe siècle, dans sa Petite histoire de la photographie doit être souligné. De même on remarquera que Benjamin compare cette « série de têtes » à « la galerie physiognomonique d’Eisenstein ou de Poudovkine ».
C’est donc depuis le cinéma russe que pouvait se comprendre cette « physiognomonie », et il poursuit ainsi : « l’auteur n’a pas abordé cette tâche en savant, inspiré par des théories raciales ou sociales, mais, comme le précise son éditeur "en observateur direct". »

### Dès 1929, États-Unis
Dès sa parution, l’œuvre de Sander est appréciée par Walker Evans qui trouve dans les années 1930, années de la Grande Dépression, de nombreuses occasions d’une appropriation approfondie. Evans, avec un semblable travail à la chambre grand format, se révèle, comme Sander dans ses portraits, attentif à la créativité du modèle dans la composition de son portrait — paysans pauvres, migrants —, et dans les vues de leurs maisons ou dans le style vernaculaire « d’arrangements inconscients », anonymes et parfois collectifs, en apparence éloignés de la culture et du goût.
Cette citation d’Evans, « les hommes sont des acteurs, leur rôle est d’être eux-mêmes », convient parfaitement aux portraits de Sander.

### Depuis les années 1960
Le succès tardif d’Evans dans le milieu de l’art américain des années 1960 est le premier indice d’une inflexion de la sensibilité moderne qui va aboutir à la redécouverte de Sander, liée elle aussi au succès de l’œuvre de Bernd et Hilla Becher et de leur école (Thomas Ruff, Andreas Gursky… dans les années 1970 (Quentin Bajac, Sans auteur et sans art, formes documentaires contemporaines).
De nombreuses publications, depuis les années 1980, ont prouvé la complexité de l’œuvre de Sander et sa valeur problématique entre art, style documentaire et photographie documentaire à caractère sociologique ou informatif.
En fait Sander pose, dans ces années-là, dans un moment de crise de la modernité, deux questions : tout d’abord « de quoi le document s’est-il augmenté pour accéder au statut d’art ? » et, en conséquence, la question de l’extension et des recoupements respectifs des champs artistique et photographique comme a pu le faire Duchamp pour les années 1960-1970.
Le genre documentaire, où August Sander apparaît rétrospectivement comme une clé, génère aujourd’hui de nombreuses productions qui stimulent l’analyse de son histoire problématique et de son articulation, tout aussi problématique, au champ artistique.

## Décoration
- Officier de l'ordre du Mérite de la République fédérale d'Allemagne (1960)

## Récompense
- 1961 : Prix culturel de la Société allemande de photographie[36].

## Hommage
Une photo de August Sander a inspiré l'écrivain Richard Powers pour son livre Trois fermiers s'en vont au bal publié en 1985. Il y évoque la vie de ce photographe et reconstitue l'histoire de cette photo.

## Publications

### De son vivant
- Antlitz der Zeit. Sechzig Aufnahmen deutscher Menschen des 20. Jahrhunderts, avec une préface de Alfred Döblin. Kurt Wolff/Transmare Verlag, Erstausgabe Munich 1929
  - autres éditions en allemand : Schirmer/Mosel, Munich 1976, 1990
  - édition en français : Visage d'une époque (1905-1929)  (préf. Alfred Döblin), Munich, Schirmer/Mosel, 1984, 60 (photos), 30 cm (ISBN 3-88814-500-7, SUDOC 109053613)
  - édition en anglais : Schirmer/Mosel, Munich 1994
- Deutschenspiegel. Menschen des 20. Jahrhunderts (de), préface d'Heinrich Lützeler, Sigbert Mohn Verlag, Gütersloh 1962
- August Sander photographiert: Deutsche Menschen in: DU. Kulturelle Monatsschrift (vol. 19, n° 225, novembre 1959), avec un texte d'Alfred Döblin, Manuel Gasser (de) et Golo Mann, Zurich, novembre 1959[38]

### À titre posthume
- Menschen ohne Maske, avec un texte de Gunter Sander et un avant-propos de Golo Mann, Lucerne / Francfort-sur-le-Main, 1971
- Rheinlandschaften. Photographien 1929-1946, avec un texte de Wolfgang Kemp, Munich, 1975
- Die Zerstörung Kölns. Photographien 1945-1946, éd. Winfried Ranke, Munich 1985
- Köln, wie es war. Bearbeitet von Rolf Sachsse, éd. Werner Schäfke, Cologne 1988
- „In der Photographie gibt es keine Schatten“, catalogue de l'exposition August Sander Archives / Stiftung City-Treff, Cologne, avec un texte de Christoph Schreier et Gerd Sander, Ars Nicolai, Berlin, 1994
- Photographien 1902 -1939, avec un texte de Susanne Lange et Gabriele Conrath-Scholl, éd. Kulturstiftung die Länder avec la Kulturstiftung der Stadtsparkasse, Cologne
- Köln wie es war, August Sander Werkausgabe, éd. August Sander Archiv, Kölnisches Stadtmuseum  (ISBN 3-927396-65-6)
- August Sander, Karl Blossfeldt, Albert Renger-Patzsch, Bernd und Hilla Becher: Vergleichende Konzeptionen (catalogue d'exposition), textes de Susanne Lange, Gabriele Conrath-Scholl, Anne Ganteführer, Virginia Heckert, éd. Die Photographische Sammlung/Sk Stiftung Kultur, Cologne ; Schirmer/Mosel, Munich/Paris/Londres 1997  (ISBN 3-88814-757-3)
- Landschaften, texte d'Olivier Lugon, éd. Die Photographische Sammlung/Sk Stiftung Kultur, Cologne ; Schirmer/Mosel, Munich/Paris/Londres, 1999  (ISBN 3-88814-797-2)
- Zeitgenossen. August Sander und die Kunstszene der 20er Jahre im Rheinland, éd. Die Photographische Sammlung/Sk Stiftung Kultur, Cologne ; Steidel, Göttingen 2000  (ISBN 3-88243-750-2)
- Menschen des 20. Jahrhunderts, conception de Susanne Lange et Gabriele Conrath-Scholl, textes de Gabriele Conrath-Scholl, Otto Dann, Janos Frecot, L. Fritz Gruber, Klaus Honnef, Susanne Lange, Olivier Lugon, Otfried Schütz, Thomas Wiegand, éd. Die Photographische Sammlung/Sk Stiftung Kultur, Cologne ; Schirmer/Mosel, Munich, 2001
  - Menschen des 20. Jahrhunderts: Ein Kulturwerk in Lichtbildern eingeteilt in sieben Gruppen, conception et nouvelle mise en pages de Susanne Lange, Gabriele Conrath-Scholl, Gerd Sander, éd. Die Photographische Sammlung/SK Stiftung Kultur, Cologne ; 7 vol. (all., angl. et fr.), Schirmer/Mosel, Munich, 2002  (ISBN 3-8296-0006-2)

## Expositions
Expositions les plus importantes de Sander.

### Du vivant de Sander
- 1906 : « Große Ausstellung photographischer Bildnisse aus dem Atelier August Sander », Linz sur Danube, Landhaus-Pavillon
- 1927 : Cologne, Kölnischer Kunstverein
- 1951 : Cologne, Photokina (Fotomesse)
- 1956 : New York, Museum of Modern Art, exposition collective avec Manuel Álvarez Bravo, Walker Evans et Paul Strand
- 1958 : Herdorf, aus Anlass der Ehrenbürgerwürde
- 1959 : August Sander - Gestalten seiner Zeit, Cologne, Société allemande de photographie[39]

### Expositions posthumes
- 1969 : New York, Museum of Modern Art
- 1973 : New York, Sonnabend Gallery
- 1975 : « Stadt und Land », Münster, Westfälischer Kunstverein
- 1976 : Chicago, Art Institute of Chicago
- 1977 : Édimbourg
- 1977 : « Menschen ohne Maske, Fotografien 1906–1952 », Zurich, Kunstgewerbemuseum
- 1978 : Linz (Autriche), Stadtmuseum
- 1980 : Berlin-Est, Représentation permanente de la République fédérale d'Allemagne, avec Bernd et Hilla Becher
- 1981 : Leipzig (RDA), Galerie der Hochschule für Grafik und Buchkunst
- 1985 : Valence (Espagne), Salla Parapallo
- 1993 : « Antlitz der Zeit », Aix-en-Provence
- 1994 : Moscou, musée Pouchkine
- 1994 : Tokyo, Museum of Contemporary Art
- 1995 : Bonn, Kunstmuseum
- 1996 : « August Sander (1876–1964). Photographie de la première moitié du XXe siècle », Rheinhalle 1 Rheinhallen, Cologne
- 1997 : August Sander, Karl Blossfeldt, Albert Renger-Patzsch, Bernd et Hilla Becher, « Vergleichende Konzeptionen », Die Photographische Sammlung, Cologne, Mediapark
- 1997 : « Photographien 1902–1939 », Die Photographische Sammlung, Cologne, Mediapark
- 2000 : « Zeitgenossen. August Sander et la scène artistique en Rhénanie au XXe siècle », Josef-Haubrich-Kunsthalle, Cologne
- 2001 : « Menschen des 20. Jahrhunderts », Die Photographische Sammlung, Cologne, Mediapark
- 2003 : Francfort-sur-le-Main, musée Städel
- 2004 : « Menschen des 20. Jahrhunderts. Das große Portraitwerk und Arbeiten seiner Künstlerfreunde », Martin-Gropius-Bau, Berlin
- 2004 : « Menschen des 20. Jahrhunderts. Das große Portraitwerk », musée Städel, Francfort-sur-le-Main — Metropolitan Museum of Art, New York
- 2006 : « Linzer Jahre 1901–1909 », August Sander, Die Photographische Sammlung, Cologne, Mediapark
- 2008 : « Une sélection des portraits : "Hommes du XXe siècle" », Goethe-Institut, Paris
- 2018 : « Persécutés / persécuteurs des Hommes du XXe siècle », Mémorial de la Shoah, Paris
- 2022 : « Allemagne / Années 1920 / Nouvelle Objectivité / August Sander » (exposition collective rétrospective), Centre Pompidou[40],[41], Paris